# منتخب أندورا لهوكي الدحرجة
منتخب أندورا لهوكي الدحرجة (بالكتالونية: Selecció d'hoquei sobre patins masculina d'Andorra)‏ هو ممثل أندورا الرسمي في المنافسات الدولية في هوكي الدحرجة
.